# 1re étape du Tour de France Femmes 2022
Pour un article plus général, voir Tour de France Femmes 2022.
La 1re étape du Tour de France Femmes 2022 se déroule le dimanche 24 juillet 2022 à Paris, entre la Tour Eiffel et un circuit autour des Champs-Élysées, sur une distance de 81,7 kilomètres.

## Parcours
La première étape de l'édition féminine se déroule le jour de l'arrivée de l'édition masculine sur les Champs Elysées. Le parcours de la journée a la même arrivée, le point de départ étant la Tour Eiffel, pour une distance de 82 km. 24 équipes de six coureuses prennent le départ.

## Déroulement de la course
Plusieurs attaques secouent le peloton au fur et à mesure des tours de circuit, mais Gladys Verhulst est la seule à creuser un écart significatif, ce qui lui vaut le prix de la combativité du jour. L'étape se termine néanmoins au sprint, remporté par la favorite néerlandaise Lorena Wiebes devant sa compatriote Marianne Vos. 
La belge Alana Castrique, victime d'une chute sur les pavés, est contrainte à l'abandon.

## Résultats

### Classement de l'étape
| Classement de la 1re étape | Classement de la 1re étape | Classement de la 1re étape | Classement de la 1re étape    | Classement de la 1re étape |
|                            | Coureur                    | Pays                       | Équipe                        | Temps                      |
| -------------------------- | -------------------------- | -------------------------- | ----------------------------- | -------------------------- |
| 1er                        | Lorena Wiebes              | Pays-Bas                   | Team DSM                      | en 1 h 54 min 0 s          |
| 2e                         | Marianne Vos               | Pays-Bas                   | Jumbo-Visma                   | + 0 s                      |
| 3e                         | Lotte Kopecky              | Belgique                   | SD Worx                       | + 0 s                      |
| 4e                         | Rachele Barbieri           | Italie                     | Liv Racing Xstra              | + 0 s                      |
| 5e                         | Emma Norsgaard             | Danemark                   | Movistar Women                | + 0 s                      |
| 6e                         | Maike van der Duin         | Pays-Bas                   | Le Col-Wahoo                  | + 0 s                      |
| 7e                         | Elisa Balsamo              | Italie                     | Trek-Segafredo                | + 0 s                      |
| 8e                         | Simone Boilard             | Canada                     | St Michel-Auber 93            | + 0 s                      |
| 9e                         | Tamara Dronova             | Bannière neutre            | Roland Cogeas-Edelweiss Squad | + 0 s                      |
| 10e                        | Vittoria Guazzini          | Italie                     | FDJ-Suez-Futuroscope          | + 0 s                      |
| modifier                   |                            |                            |                               |                            |

### Bonifications en temps
|   | Coureuse      | Pays     | Équipe      | Secondes |
| - | ------------- | -------- | ----------- | -------- |
| 1 | Lorena Wiebes | Pays-Bas | Team DSM    | 10 s     |
| 2 | Marianne Vos  | Pays-Bas | Jumbo-Visma | 6 s      |
| 3 | Lotte Kopecky | Belgique | SD Worx     | 4 s      |

### Points attribués
| Sprint intermédiaire Paris - Haut des Champs-Élysées - 5e passage sur la ligne (km 34,8) | Sprint intermédiaire Paris - Haut des Champs-Élysées - 5e passage sur la ligne (km 34,8) | Sprint intermédiaire Paris - Haut des Champs-Élysées - 5e passage sur la ligne (km 34,8) | Sprint intermédiaire Paris - Haut des Champs-Élysées - 5e passage sur la ligne (km 34,8) | Sprint intermédiaire Paris - Haut des Champs-Élysées - 5e passage sur la ligne (km 34,8) |
| ---------------------------------------------------------------------------------------- | ---------------------------------------------------------------------------------------- | ---------------------------------------------------------------------------------------- | ---------------------------------------------------------------------------------------- | ---------------------------------------------------------------------------------------- |
|                                                                                          | Coureur                                                                                  | Pays                                                                                     | Équipe                                                                                   | Point(s)                                                                                 |
| 1er                                                                                      | Marianne Vos                                                                             | Pays-Bas                                                                                 | Jumbo-Visma                                                                              | 25                                                                                       |
| 2e                                                                                       | Lorena Wiebes                                                                            | Pays-Bas                                                                                 | Team DSM                                                                                 | 20                                                                                       |
| 3e                                                                                       | Alexandra Manly                                                                          | Australie                                                                                | Team BikeExchange-Jayco                                                                  | 17                                                                                       |
| 4e                                                                                       | Lotte Kopecky                                                                            | Belgique                                                                                 | SD Worx                                                                                  | 15                                                                                       |
| 5e                                                                                       | Maria Giulia Confalonieri                                                                | Italie                                                                                   | Ceratizit-WNT                                                                            | 13                                                                                       |
| 6e                                                                                       | Ruby Roseman-Gannon                                                                      | Australie                                                                                | Team BikeExchange-Jayco                                                                  | 11                                                                                       |
| 7e                                                                                       | Lily Williams                                                                            | États-Unis                                                                               | Human Powered Health                                                                     | 10                                                                                       |
| 8e                                                                                       | Anna Henderson                                                                           | Grande-Bretagne                                                                          | Jumbo-Visma                                                                              | 9                                                                                        |
| 9e                                                                                       | Ally Wollaston                                                                           | Nouvelle-Zélande                                                                         | AG Insurance NXTG                                                                        | 8                                                                                        |
| 10e                                                                                      | Charlotte Kool                                                                           | Pays-Bas                                                                                 | Team DSM                                                                                 | 7                                                                                        |
| 11e                                                                                      | Marit Raaijmakers                                                                        | Pays-Bas                                                                                 | Human Powered Health                                                                     | 6                                                                                        |
| 12e                                                                                      | Liane Lippert                                                                            | Allemagne                                                                                | Team DSM                                                                                 | 5                                                                                        |
| 13e                                                                                      | Juliette Labous                                                                          | France                                                                                   | Team DSM                                                                                 | 4                                                                                        |
| 14e                                                                                      | Demi Vollering                                                                           | Pays-Bas                                                                                 | SD Worx                                                                                  | 3                                                                                        |
| 15e                                                                                      | Nicole Frain                                                                             | Australie                                                                                | Parkhotel Valkenburg                                                                     | 2                                                                                        |
| modifier                                                                                 |                                                                                          |                                                                                          |                                                                                          |                                                                                          |

| Sprint intermédiaire Paris - Haut des Champs-Élysées - 8e passage sur la ligne (km 55,2) | Sprint intermédiaire Paris - Haut des Champs-Élysées - 8e passage sur la ligne (km 55,2) | Sprint intermédiaire Paris - Haut des Champs-Élysées - 8e passage sur la ligne (km 55,2) | Sprint intermédiaire Paris - Haut des Champs-Élysées - 8e passage sur la ligne (km 55,2) | Sprint intermédiaire Paris - Haut des Champs-Élysées - 8e passage sur la ligne (km 55,2) |
| ---------------------------------------------------------------------------------------- | ---------------------------------------------------------------------------------------- | ---------------------------------------------------------------------------------------- | ---------------------------------------------------------------------------------------- | ---------------------------------------------------------------------------------------- |
|                                                                                          | Coureur                                                                                  | Pays                                                                                     | Équipe                                                                                   | Point(s)                                                                                 |
| 1er                                                                                      | Lotte Kopecky                                                                            | Belgique                                                                                 | SD Worx                                                                                  | 25                                                                                       |
| 2e                                                                                       | Alexandra Manly                                                                          | Australie                                                                                | Team BikeExchange-Jayco                                                                  | 20                                                                                       |
| 3e                                                                                       | Maria Giulia Confalonieri                                                                | Italie                                                                                   | Ceratizit-WNT                                                                            | 17                                                                                       |
| 4e                                                                                       | Ruby Roseman-Gannon                                                                      | Australie                                                                                | Team BikeExchange-Jayco                                                                  | 15                                                                                       |
| 5e                                                                                       | Lily Williams                                                                            | États-Unis                                                                               | Human Powered Health                                                                     | 13                                                                                       |
| 6e                                                                                       | Nicole Frain                                                                             | Australie                                                                                | Parkhotel Valkenburg                                                                     | 11                                                                                       |
| 7e                                                                                       | Liane Lippert                                                                            | Allemagne                                                                                | Team DSM                                                                                 | 10                                                                                       |
| 8e                                                                                       | Coralie Demay                                                                            | France                                                                                   | St Michel-Auber 93                                                                       | 9                                                                                        |
| 9e                                                                                       | Grace Brown                                                                              | Australie                                                                                | FDJ-Suez-Futuroscope                                                                     | 8                                                                                        |
| 10e                                                                                      | Arlenis Sierra                                                                           | Cuba                                                                                     | Movistar Women                                                                           | 7                                                                                        |
| 11e                                                                                      | Elise Chabbey                                                                            | Suisse                                                                                   | Canyon-SRAM Racing                                                                       | 6                                                                                        |
| 12e                                                                                      | Katarzyna Niewiadoma                                                                     | Pologne                                                                                  | Canyon-SRAM Racing                                                                       | 5                                                                                        |
| 13e                                                                                      | Paula Patiño                                                                             | Colombie                                                                                 | Movistar Women                                                                           | 4                                                                                        |
| 14e                                                                                      | Cecilie Uttrup Ludwig                                                                    | Danemark                                                                                 | FDJ-Suez-Futuroscope                                                                     | 3                                                                                        |
| 15e                                                                                      | Emma Norsgaard                                                                           | Danemark                                                                                 | Movistar Women                                                                           | 2                                                                                        |
| modifier                                                                                 |                                                                                          |                                                                                          |                                                                                          |                                                                                          |

| Arrivée d'étape Paris - Champs-Élysées - 12e passage sur la ligne (km 81,6) | Arrivée d'étape Paris - Champs-Élysées - 12e passage sur la ligne (km 81,6) | Arrivée d'étape Paris - Champs-Élysées - 12e passage sur la ligne (km 81,6) | Arrivée d'étape Paris - Champs-Élysées - 12e passage sur la ligne (km 81,6) | Arrivée d'étape Paris - Champs-Élysées - 12e passage sur la ligne (km 81,6) |
| --------------------------------------------------------------------------- | --------------------------------------------------------------------------- | --------------------------------------------------------------------------- | --------------------------------------------------------------------------- | --------------------------------------------------------------------------- |
|                                                                             | Coureur                                                                     | Pays                                                                        | Équipe                                                                      | Point(s)                                                                    |
| 1er                                                                         | Lorena Wiebes                                                               | Pays-Bas                                                                    | Team DSM                                                                    | 50                                                                          |
| 2e                                                                          | Marianne Vos                                                                | Pays-Bas                                                                    | Jumbo-Visma                                                                 | 30                                                                          |
| 3e                                                                          | Lotte Kopecky                                                               | Belgique                                                                    | SD Worx                                                                     | 20                                                                          |
| 4e                                                                          | Rachele Barbieri                                                            | Italie                                                                      | Liv Racing Xstra                                                            | 18                                                                          |
| 5e                                                                          | Emma Norsgaard                                                              | Danemark                                                                    | Movistar Women                                                              | 16                                                                          |
| 6e                                                                          | Maike van der Duin                                                          | Pays-Bas                                                                    | Le Col-Wahoo                                                                | 14                                                                          |
| 7e                                                                          | Elisa Balsamo                                                               | Italie                                                                      | Trek-Segafredo                                                              | 12                                                                          |
| 8e                                                                          | Simone Boilard                                                              | Canada                                                                      | St Michel-Auber 93                                                          | 10                                                                          |
| 9e                                                                          | Tamara Dronova                                                              | Bannière neutre                                                             | Roland Cogeas-Edelweiss Squad                                               | 8                                                                           |
| 10e                                                                         | Vittoria Guazzini                                                           | Italie                                                                      | FDJ-Suez-Futuroscope                                                        | 7                                                                           |
| 11e                                                                         | Tiffany Cromwell                                                            | Australie                                                                   | Canyon-SRAM Racing                                                          | 6                                                                           |
| 12e                                                                         | Nicole Frain                                                                | Australie                                                                   | Parkhotel Valkenburg                                                        | 5                                                                           |
| 13e                                                                         | Sanne Cant                                                                  | Belgique                                                                    | Plantur-Pura                                                                | 4                                                                           |
| 14e                                                                         | Silvia Persico                                                              | Italie                                                                      | Valcar Travel & Service                                                     | 3                                                                           |
| 15e                                                                         | Julie De Wilde                                                              | Belgique                                                                    | Plantur-Pura                                                                | 2                                                                           |
| modifier                                                                    |                                                                             |                                                                             |                                                                             |                                                                             |

### Cols et côtes
| Charles de Gaulle - Étoile - 9e passage sur la ligne (km 62,4) 4e catégorie | Charles de Gaulle - Étoile - 9e passage sur la ligne (km 62,4) 4e catégorie | Charles de Gaulle - Étoile - 9e passage sur la ligne (km 62,4) 4e catégorie | Charles de Gaulle - Étoile - 9e passage sur la ligne (km 62,4) 4e catégorie | Charles de Gaulle - Étoile - 9e passage sur la ligne (km 62,4) 4e catégorie |
| --------------------------------------------------------------------------- | --------------------------------------------------------------------------- | --------------------------------------------------------------------------- | --------------------------------------------------------------------------- | --------------------------------------------------------------------------- |
|                                                                             | Coureur                                                                     | Pays                                                                        | Équipe                                                                      | Point(s)                                                                    |
| 1er                                                                         | Femke Markus                                                                | Pays-Bas                                                                    | Parkhotel Valkenburg                                                        | 2                                                                           |
| 2e                                                                          | Anne Dorthe Ysland                                                          | Norvège                                                                     | Uno-X Pro                                                                   | 1                                                                           |
| modifier                                                                    |                                                                             |                                                                             |                                                                             |                                                                             |

### Prix de la combativité
- Gladys Verhulst (Le Col-Wahoo)

## Classements à l'issue de l'étape

### Classement général
| Classement général | Classement général | Classement général | Classement général            | Classement général |
|                    | Coureur            | Pays               | Équipe                        | Temps              |
| ------------------ | ------------------ | ------------------ | ----------------------------- | ------------------ |
| 1er                | Lorena Wiebes      | Pays-Bas           | Team DSM                      | en 1 h 53 min 50 s |
| 2e                 | Marianne Vos       | Pays-Bas           | Jumbo-Visma                   | + 4 s              |
| 3e                 | Lotte Kopecky      | Belgique           | SD Worx                       | + 6 s              |
| 4e                 | Rachele Barbieri   | Italie             | Liv Racing Xstra              | + 10 s             |
| 5e                 | Emma Norsgaard     | Danemark           | Movistar Women                | + 10 s             |
| 6e                 | Maike van der Duin | Pays-Bas           | Le Col-Wahoo                  | + 10 s             |
| 7e                 | Elisa Balsamo      | Italie             | Trek-Segafredo                | + 10 s             |
| 8e                 | Simone Boilard     | Canada             | St Michel-Auber 93            | + 10 s             |
| 9e                 | Tamara Dronova     | Bannière neutre    | Roland Cogeas-Edelweiss Squad | + 10 s             |
| 10e                | Vittoria Guazzini  | Italie             | FDJ-Suez-Futuroscope          | + 10 s             |
| modifier           |                    |                    |                               |                    |

| Classement par points | Classement par points     | Classement par points | Classement par points   | Classement par points |
| --------------------- | ------------------------- | --------------------- | ----------------------- | --------------------- |
|                       | Coureur                   | Pays                  | Équipe                  | Point(s)              |
| 1er                   | Lorena Wiebes             | Pays-Bas              | Team DSM                | 70 points             |
| 2e                    | Lotte Kopecky             | Belgique              | SD Worx                 | 60 pts                |
| 3e                    | Marianne Vos              | Pays-Bas              | Jumbo-Visma             | 55 pts                |
| 4e                    | Alexandra Manly           | Australie             | Team BikeExchange-Jayco | 37 pts                |
| 5e                    | Maria Giulia Confalonieri | Italie                | Ceratizit-WNT           | 30 pts                |
| 6e                    | Ruby Roseman-Gannon       | Australie             | Team BikeExchange-Jayco | 26 pts                |
| 7e                    | Lily Williams             | États-Unis            | Human Powered Health    | 23 pts                |
| 8e                    | Rachele Barbieri          | Italie                | Liv Racing Xstra        | 18 pts                |
| 9e                    | Emma Norsgaard            | Danemark              | Movistar Women          | 18 pts                |
| 10e                   | Nicole Frain              | Australie             | Parkhotel Valkenburg    | 18 pts                |
| modifier              |                           |                       |                         |                       |

| Classement de la meilleure grimpeuse | Classement de la meilleure grimpeuse | Classement de la meilleure grimpeuse | Classement de la meilleure grimpeuse | Classement de la meilleure grimpeuse |
| ------------------------------------ | ------------------------------------ | ------------------------------------ | ------------------------------------ | ------------------------------------ |
|                                      | Coureur                              | Pays                                 | Équipe                               | Point(s)                             |
| 1er                                  | Femke Markus                         | Pays-Bas                             | Parkhotel Valkenburg                 | 2 points                             |
| 2e                                   | Anne Dorthe Ysland                   | Norvège                              | Uno-X Pro                            | 1 pt                                 |
| modifier                             |                                      |                                      |                                      |                                      |

| Classement général de la meilleure jeune | Classement général de la meilleure jeune | Classement général de la meilleure jeune | Classement général de la meilleure jeune | Classement général de la meilleure jeune |
|                                          | Coureur                                  | Pays                                     | Équipe                                   | Temps                                    |
| ---------------------------------------- | ---------------------------------------- | ---------------------------------------- | ---------------------------------------- | ---------------------------------------- |
| 1er                                      | Maike van der Duin                       | Pays-Bas                                 | Le Col-Wahoo                             | en 1 h 54 min 0 s                        |
| 2e                                       | Simone Boilard                           | Canada                                   | St Michel-Auber 93                       | + 0 s                                    |
| 3e                                       | Vittoria Guazzini                        | Italie                                   | FDJ-Suez-Futuroscope                     | + 0 s                                    |
| 4e                                       | Julie De Wilde                           | Belgique                                 | Plantur-Pura                             | + 0 s                                    |
| 5e                                       | Eleonora Gasparrini                      | Italie                                   | Valcar Travel & Service                  | + 0 s                                    |
| 6e                                       | Victoire Berteau                         | France                                   | Cofidis                                  | + 0 s                                    |
| 7e                                       | Marie Le Net                             | France                                   | FDJ-Suez-Futuroscope                     | + 0 s                                    |
| 8e                                       | Anne Dorthe Ysland                       | Norvège                                  | Uno-X Pro                                | + 0 s                                    |
| 9e                                       | Pfeiffer Georgi                          | Grande-Bretagne                          | Team DSM                                 | + 0 s                                    |
| 10e                                      | Ally Wollaston                           | Nouvelle-Zélande                         | AG Insurance NXTG                        | + 0 s                                    |
| modifier                                 |                                          |                                          |                                          |                                          |

| Classement par équipes | Classement par équipes  | Classement par équipes | Classement par équipes |
|                        | Équipe                  | Pays                   | Temps                  |
| ---------------------- | ----------------------- | ---------------------- | ---------------------- |
| 1re                    | Canyon-SRAM Racing      | Allemagne              | en 5 h 42 min 0 s      |
| 2e                     | Plantur-Pura            | Belgique               | + 0 s                  |
| 3e                     | SD Worx                 | Pays-Bas               | + 0 s                  |
| 4e                     | Movistar Women          | Espagne                | + 0 s                  |
| 5e                     | FDJ-Suez-Futuroscope    | France                 | + 0 s                  |
| 6e                     | Valcar Travel & Service | Italie                 | + 0 s                  |
| 7e                     | Team DSM                | Pays-Bas               | + 0 s                  |
| 8e                     | Trek-Segafredo          | États-Unis             | + 0 s                  |
| 9e                     | Liv Racing Xstra        | Pays-Bas               | + 0 s                  |
| 10e                    | Le Col-Wahoo            | Grande-Bretagne        | + 0 s                  |
| modifier               |                         |                        |                        |

## Abandons
Deux coureuses quittent le Tour lors de cette étape : 
- Alana Castrique (Cofidis) : abandon
- Petra Stiasny (Roland Cogeas-Edelweiss Squad) : hors délais